# 西吉斯蒙多·博尔多尼
西吉斯蒙多·博爾多尼（義大利語：Sigismondo Boldoni，1597年7月5日—1630年7月3日），意大利作家，出生於意大利貝拉諾。
1629年於貝拉諾寄居期間，他在信中描述了科莫湖附近德國軍隊的入侵以及随之而来的瘟疫。亚历山达罗·孟佐尼从中汲取灵感和相關历史资料，在1827年寫成小说《承诺的配偶》（I Promessi Sposi）。

## 链接
- 列尔纳
- 亚历山达罗·孟佐尼